# St. Hubertus (Amecke)

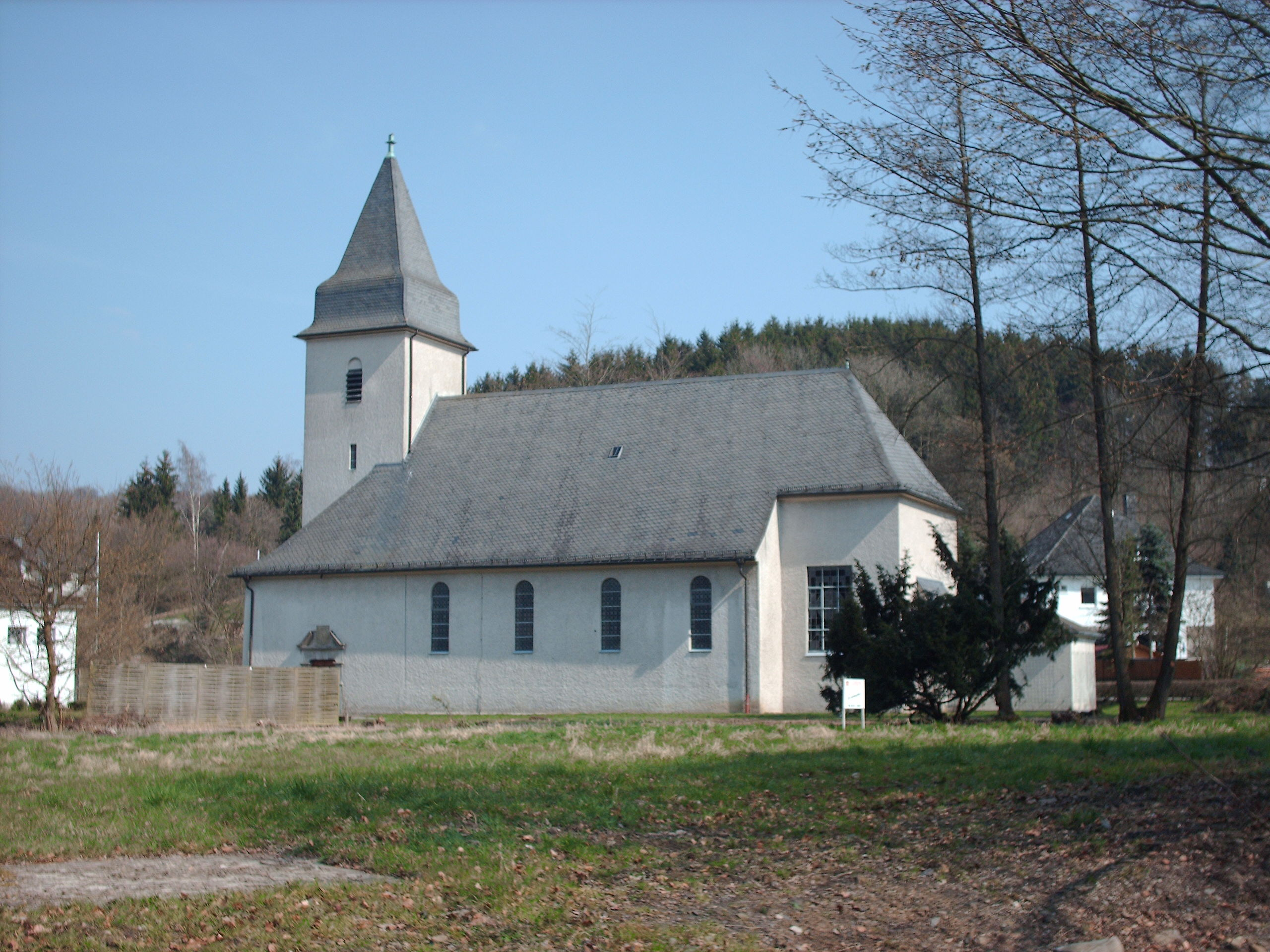
Pfarrkirche St. Hubertus

Die katholische Pfarrkirche St. Hubertus ist ein denkmalgeschütztes Kirchengebäude in Amecke, einem Ortsteil von Sundern im Hochsauerlandkreis (Nordrhein-Westfalen).

## Geschichte und Architektur
Eine erste Kapelle wurde 1522 erwähnt. 
Mit Hilfe der Familie von Wrede wurde 1718 eine neue Kapelle errichtet. Deren Vikar diente mehrfach als Hauslehrer der Familie. Die Gemeinde wurde 1893 zur Filialkirchengemeinde ernannt und 1912 zur Pfarrvikarie erhoben. 
Die Kapelle wurde 1932 von Josef Ferber als nach Süden ausgerichteter, verputzter Wandpfeilersaal erweitert, wobei der Vorgängerbau als quergelagerter Vorraum mit einbezogen und ein hoher mittiger Turm errichtet wurde. Der Saal ist mit einer spitzen Parabel-Zellentonne gewölbt. Das Westportal mit Sprenggiebel ist mit den Wappen derer von Wrede und von Reck geschmückt und mit 1718 bezeichnet. Im Laufe der Zeit wurde die Ausstattung (Orgel, Glocken) vervollständigt. Der Hauptteil der Innenausstattung stammt von Josef Ferber. 
Nach einem Bombentreffer wurde das Dach 1945 stark zerstört und später restauriert. Die Fenster wurden 1959 von dem deutsch-niederländischen Künstler Frans Griesenbrock angefertigt.